# Miguelete
Miguelete ist eine Ortschaft in Uruguay.

## Geographie
Sie befindet sich im Norden des Departamento Colonia in dessen Sektor 2. Miguelete liegt dabei einige Kilometer südöstlich von Ombúes de Lavalle. Das Gebiet westlich des Ortes trägt die Bezeichnung Cuchilla Miguelete, während im Norden die Cuchilla San Salvador gelegen ist. Dort findet sich auch die nahegelegene Grenze zum Nachbardepartamento Soriano.

## Geschichte
Am 8. November 1942 wurde Miguelete durch das Gesetz Nr. 10.113 in die Kategorie „Pueblo“ eingestuft.

## Infrastruktur

### Bildung
Miguelete verfügt mit dem 1992 gegründeten Liceo de Colonia Miguelete über eine weiterführende Schule (Liceo).

### Verkehr
Durch den Ort führt die Ruta 106.

## Einwohner
Der Ort hatte bei der Volkszählung im Jahr 2011 999 Einwohner, davon 502 männliche und 497 weibliche Einwohner
| Jahr | Einwohner |
| ---- | --------- |
| 1963 | 445       |
| 1975 | 536       |
| 1985 | 649       |
| 1996 | 893       |
| 2004 | 979       |
| 2011 | 999       |

Quelle: Instituto Nacional de Estadística de Uruguay

## Söhne und Töchter von Miguelete
- Santiago Urrutia (* 1996), Automobilrennfahrer